# Tephrina intimidaria
Tephrina intimidaria är en fjärilsart som beskrevs av Dyar 1927. Tephrina intimidaria ingår i släktet Tephrina och familjen mätare. Inga underarter finns listade i Catalogue of Life.